# Ernst Lau
Ernst Lau (* 7. März 1893 in Brünn; † 17. Februar 1978) war ein deutscher Optiker. Er gilt als Erfinder der Gleitsichtbrille.

## Leben
Lau studierte in Berlin und Tübingen Philosophie, Physik und Psychologie. Nach der Promotion über Probleme des stereoskopischen Sehens begann er 1920 mit seiner Tätigkeit in der Physikalisch-Technischen Reichsanstalt in Berlin. Hier leitete er bis 1946 das Strahlungslaboratorium. Im Jahre Jahr 1927 entwickelte er zuvor mit Ernst Gehrcke das Multiplex-Interferenzspektroskop.
1946 gründete er ein Institut für Optik und Feinmechanik, das 1948 von der Deutschen Akademie der Wissenschaften der DDR übernommen wurde. Zusammen mit G. Jaeckel und Rolf Riekher meldete er 1953 das erste Patent für Gleitsichtgläser an.
Lau veröffentlichte viele Arbeiten über Stereoskopie, Interferenzspektroskopie und -mikroskopie, Anregungsspannung von Spektrallinien, künstlerische Porträtfotografie und Anwendung der Doppelraster.
Ihm zu Ehren ist die Ernst-Lau-Straße im Berliner Wissenschafts- und Wirtschaftsstandort Adlershof benannt.

## Werke
- Die Äquidensitometrie. Grundlagen, Verfahren und Anwendungsgebiete. Akademie-Verlag Berlin 1957.